# Staufen (Chiemgauer Alpen)
Der Staufen ist ein vielgipfliger, bis 1782 m ü. NHN hoher Gebirgsstock der Chiemgauer Alpen in Bayern in Deutschland.

## Geographie

### Geographische Lage
Der Staufen erhebt sich mit seinen Ausläufern als Ostteil der Chiemgauer Alpen nordöstlich der Bundesstraße 305 (zwi. Weißbachfällen und Gletschergarten) bei Inzell und nordwestlich vom an der Saalach gelegenen Bad Reichenhall. Je etwas entfernt im Nordnordosten liegt Anger und im Süden Schneizlreuth.

### Gipfel
Zu den Gipfeln des Staufen und seinen Ausläufern gehören – betrachtet in West-Ost-Richtung (zwi. B 305 und Bad Reichenhall) mit Höhe in Meter (m) über Normalnull (NN); der Name des höchsten Gipfels ist fett gedruckt:
- Südwestausläufer:
  - Scharnkopf (1356 m), nordöstlich der B 305
  - Großer Turm (1120 m)
  - Gruberhörndl (1493 m) – mit Kohleralm im Nordosten
- Hauptkette:
  - Gamsknogel (1750 m)
  - Zwiesel (Hinterstaufen; 1782 m) – mit Zwieselalm an Südflanke
  - Zennokopf (1756 m; südöstlich vom Zwiesel) – mit Zwieselalm an Südsüdwestflanke
  - Großer Murkopf (1395 m; nordöstlich vom Zennokopf)
  - Mittelstaufen (1610 m)
  - Hochstaufen (1771 m) – mit Reichenhaller Haus (1750 m)
- Ostausläufer:
  - Steinerne Jäger (1302 m)
  - Vorderstaufen (1350 m)
  - Fuderheuberg (Fuderheustein; 1321 m), nordwestlich von Bad Reichenhall

## Wandern
Auf den Hochstaufen führen mehrere, verschieden schwierige Wege: Vom einfachen Wanderweg über die „Barthlmahd“, über den anspruchsvolleren Steig über die „Steinernen Jäger“ bis zum 2003 neu eröffneten „Pidinger Klettersteig“ (einer der anspruchsvollsten Klettersteige Deutschlands). Knapp unterhalb des Gipfels steht das Reichenhaller Haus, eine Unterkunftshütte.